# Waterschap Grote Nete en Wimp
Het Waterschap Grote Nete en Wimp is een waterschap in Vlaanderen.

## Deelbekkens
Het waterschap bestaat uit drie deelbekkens:
- Wimp
- Benedengebied Grote Nete
- Middengebied Grote Nete

## Geografie
Het waterschap beslaat drie provincies namelijk de provincie Antwerpen, de provincie Limburg en de provincie Vlaams-Brabant. Het overgrote deel ligt echter in de provincie Antwerpen. Op het niveau van de gemeenten behoren in totaal achttien gemeenten tot het waterschap, waarvan vijftien gedeeltelijk en slechts drie (Westerlo, Herselt en Hulshout) volledig. De gemeenten per provincie zijn:
Provincie Antwerpen
- Berlaar
- Geel
- Heist-op-den-Berg
- Herentals
- Herenthout
- Herselt
- Hulshout
- Laakdal
- Lier
- Nijlen
- Olen
- Putte
- Westerlo

Provincie Limburg
- Tessenderlo

Provincie Vlaams-Brabant
- Aarschot
- Begijnendijk
- Scherpenheuvel-Zichem
- Tremelo

## Rivieren en waterlopen
Rivieren volledig of gedeeltelijk binnen dit waterschap zijn:
- Grote Nete
- Wimp

Waterlopen volledig of gedeeltelijk binnen in dit waterschap zijn:
- Goorloop
- Huizebeek
- Leibeek
- Molenbeek
- Plassendonkse Loop
- Puntloop
- Putloop
- Riddersbergloop
- Stapkensloop